# Alberto Sainz
Alberto Sainz (Buenos Aires, 13 de diciembre de 1937) es un exfutbolista argentino que se desempeñaba en la posición de defensor lateral derecho.  Integró el plantel de la selección de Argentina en la Copa Mundial de la FIFA 1962, donde quedó eliminada en primera ronda.

## Trayectoria
Sainz comenzó su carrera en 1958 en Argentinos Juniors, donde jugó hasta 1961. En 1962 pasó a River Plate, con quien llegó a la final de la Copa Libertadores 1966, perdiendo en la final ante Peñarol. Continuó en el club hasta 1967 y luego se desempeñó en San Lorenzo (MdP), donde se retiró en 1969.

## Selección nacional
| Mundial                      | Sede  | Resultado    |
| ---------------------------- | ----- | ------------ |
| Copa Mundial de la FIFA 1962 | Chile | Primera fase |

## Clubes
| Club               | País      | Año       |
| ------------------ | --------- | --------- |
| Argentinos Juniors | Argentina | 1958-1961 |
| River Plate        | Argentina | 1962-1967 |
| San Lorenzo (MdP)  | Argentina | 1968-1969 |

## Estadísticas
Datos actualizados al fin de la carrera deportiva.
| Argentinos Juniors Argentina                                                                        |               |               |     |    |    |     |     |   |
| 1.ª                                                                                                 | 1958          | 3             | 0   | -  | -  | 3   | 0   |   |
| 1.ª                                                                                                 | 1959          | 12            | 0   | -  | -  | 12  | 0   |   |
| 1.ª                                                                                                 | 1960          | 28            | 0   | -  | -  | 28  | 0   |   |
| 1.ª                                                                                                 | 1961          | 29            | 0   | -  | -  | 29  | 0   |   |
| 1.ª                                                                                                 | Total club    | 72            | 0   | 0  | 0  | 72  | 0   |   |
| River Plate Argentina                                                                               |               |               |     |    |    |     |     |   |
| 1.ª                                                                                                 | 1962          | 24            | 0   | -  | -  | 24  | 0   |   |
| 1.ª                                                                                                 | 1963          | 26            | 0   | -  | -  | 26  | 0   |   |
| 1.ª                                                                                                 | 1964          | 27            | 1   | -  | -  | 27  | 1   |   |
| 1.ª                                                                                                 | 1965          | 31            | 0   | -  | -  | 31  | 0   |   |
| 1.ª                                                                                                 | 1966          | 30            | 0   | 19 | 0  | 49  | 1   |   |
| 1.ª                                                                                                 | M-1967        | 9             | 0   | 9  | 0  | 18  | 0   |   |
| 1.ª                                                                                                 | N-1967        | 4             | 0   | -  | -  | 4   | 0   |   |
| 1.ª                                                                                                 | Total club    | 151           | 1   | 27 | 0  | 178 | 1   |   |
| San Lorenzo (Mar del Plata) Argentina                                                               |               |               |     |    |    |     |     |   |
| 1.ª                                                                                                 | N-1969        | 6             | 0   | -  | -  | 15  | 0   |   |
| 1.ª                                                                                                 | Total club    | 6             | 0   | 0  | 0  | 6   | 0   |   |
| Total carrera                                                                                       | Total carrera | Total carrera | 229 | 1  | 27 | 0   | 256 | 1 |
| (1) Incluye datos de la Copa Libertadores (1966, 1967). (2) No incluye goles en partidos amistosos. |               |               |     |    |    |     |     |   |